# Simon Simoni
Simon Simoni (* 14. Juli 2004 in Lezha) ist ein albanischer Fußballspieler. Der Torwart steht seit Januar 2025 als Leihspieler des Bundesligisten Eintracht Frankfurt beim 1. FC Kaiserslautern unter Vertrag und ist Juniorennationalspieler.

## Karriere

### Verein
Simoni kam über KS Besëlidhja Lezha 2014 zum FC Shënkolli. Für den Verein aus Shënkoll im Norden Albaniens absolvierte er im Dezember 2018 sein Profidebüt in der Kategoria e parë, der zweithöchsten albanischen Spielklasse. Auch in der Spielzeit 2019/20 hütete er in zwei Spielen das Tor seiner Mannschaft. Zur Saison 2021/22 wechselte Simoni zum Erstligisten KS Dinamo Tirana, bei dem er im Dezember zum 2021 Stammtorwart avancierte. Bis Saisonende kam er in 16 Spielen zum Einsatz, konnte den Abstieg seiner Mannschaft jedoch nicht verhindern. Auch in die Spielzeit 2022/23 ging Simoni als Stammspieler und absolvierte bis Jahresende 10 Partien.
Zu Jahresbeginn 2023 wechselte der 18-Jährige zum Bundesligisten Eintracht Frankfurt, bei dem er einen Vertrag bis zum 30. Juni 2027 unterschrieb.
Zur Saison 2024/25 wurde er an den FC Ingolstadt 04 verliehen. Im Januar 2025 wechselte er dann zum 1. FC Kaiserslautern auf Leihbasis.

### Nationalmannschaft
Simoni durchlief seit 2019 von der U15 an sämtliche albanische Juniorennationalmannschaften.